# Nova Silva
Nova Silva foi uma revista ilustrada portuguesa, editada no meio estudantil do Porto entre Fevereiro e Abril de 1907. Segundo Daniel Pires, esta revista apresenta “influências de carácter libertário, publicando textos de doutrinadores anarquistas” e uma vincada tendência anti-clerical. Teve como fundadores Leonardo Coimbra, Jaime Cortesão, Álvaro Pinto e Cláudio Basto,  eles próprios estudantes na cidade do Porto e principais redatores literários  da revista (a quem se juntará, mais tarde, Teixeira de Pascoais,  para, em conjunto, criarem a revista  Águia). Contudo, outros nomes  merecem destaque na colaboração da Nova Silva. São eles:  Januário Leite, Eduardo Coimbra,  António Rodrigues, António Ribeiro Seixas, Campos Lima, Daniel Ferreira da Silva, Aristides Gomez,  Gomes Leal  e textos de cariz anarquista da autoria de Heliodoro Salgado (a título póstumo), e Kropotkine. Na Ilustração sobressai o nome de um estudante de medicina, Virgílio Ferreira (com traço de inspiração no mestre Bordallo Pinheiro) além de Cristiano de Carvalho e José de Meira. em 1907 no Porto.